# Развијајућа настава
Основе развијајуће наставе поставио је својим истраживањима и радовима познати психолог Л. С. Виготски чије су идеје разрађивали и обликовали у наставне моделе Д. Б. Елкоњин заједно са В. В. Давидовом, Л. В. Занков и још неки стручњаци. Констатовано је да у образовној пракси егзистирају две концепције образовања – репродуктивна и иновативно-развијајућа. 
Под развијајућом наставом подразумева се активно делатносна концепција образовно-васпитног процеса којом се знатно смањује или замењује репродуктивна предавачка концепција наставе. Темељи се на фомирању критичког мишљења. Ученици овладавају мисаоним операцијама помоћу којих усвајају и користе знања. Садржаји, методе и облици организације развијајуће наставе заснивају се на законитостима развоја ученика. Наставник има подстицајно-инструктивну, организаторску, саветодавну и васпитну улогу. У процесу развијајуће наставе ученик се налази у улози самосталног субјекта који ступа у интеракцију са образовном средином. Његова интеракција обухвата све етапе наставног процеса: дефинисање циљева, планирање, организацију и евалуацију остварених резултата. Ученик је субјект сазнајне активности. Не усваја готова знања већ их сам стиче и открива. Ова наставна концепција подстиче формирање процеса мишљења а не само памћења, подстиче саморазвој, самообразовање и саморегулацију. Наставни процес се заснива на приоритету теоријског мишљења над емпиријским и мисаоног процеса од општег ка појединачном. Структура развијајуће наставе представља ланац наставних задатака који се постепено усложњавају што код ученика изазива потребу за стицањем одгворајућег знања и континуирано интелектуалног развоја. Основу развијајуће наставе чини процес самосталног стицања знања и других вредности на начин који обезебеђује интелектуални и морални развој личности појединца.